# Palpita perlucidalis
Palpita perlucidalis là một loài bướm đêm trong họ Crambidae.